# Memnonovy kolosy
Memnonovy kolosy jsou dvě sochy velkých rozměrů zpodobňující egyptského faraona Amenhotepa III., který vládl ve staroegyptské 18. dynastii. Od roku 1350 př. n. l. stojí před thébskou nekropolí na západním břehu řeky Nil západně od nového města Luxor.

## Parametry
Sochy se tyčí do výšky 16,6 metrů, stojí na podstavci vysokém 2,3 metrů. Chodidla soch jsou dlouhá přes 3 metry. Původně byly sochy ještě vyšší – i s královskou korunou, která se nedochovala, měřily 21 metrů. Ve 21. století tedy i s podstavcem sahají do výšky necelých 19 metrů. Kolosy, jejichž hmotnost je odhadována na 720 tun, byly postaveny z bloků červeného křemence (kvarcitu).

## Popis a historie
Sochy zpodobňují jednu a touž osobu – Amenhotepa III., sedícího na trůně v pozici s rukama na kolenou. Na hlavě má nemes. Na královském trůně ve tvaru krychle jsou vyryta faraonova jména a tituly. O něco níže vážou ochranní bozi symbolické rostliny Dolního a Horního Egypta, sítinu a lotos, okolo hieroglyfyckého znaku „sjednotit“. Po obou bocích panovníka stojí podstatně menší sochy, které mu nesahají ani po kolena: vpravo jeho matka Mutemvija, vlevo manželka Teje. Mezi nohama pak měl třetí sochu, která se však do dnešních dnů nedochovala.
Architekt Amonhotep, syn Hapuův, jenž byl v Pozdní době zbožštěn, nechal kámen pravděpodobně dovězt z okolí Héliopole, z tzv. Červené hory (dnešní Gebel el-Ahmar nedaleko Káhiry). Kolosy se kdysi tyčily před vstupním pylonem zádušního chrámu Amenhotepa III., který byl bohatě sochařsky zdobený.
Amenhotep III., devátý faraon 18. dynastie, patřil k nejmocnějším panovníkům Nové říše. Za jeho vlády byl Egypt na vrcholu své slávy. Thébské uličky byly plné cizinců, kteří sem přijížděli z podrobených i spřátelených zemí, aby egyptským zákazníkům nabízeli nejrůznější exotické výrobky. Vzdělaný a mladý král zahájil výjimečný program výstavby. Umělecká a architektonická díla vzniklá za jeho vlády se vyznačují pozoruhodnou vyzrálostí a jemností. Oblíbené byly tehdy především klenby a stavby z nepálených cihel. Amenhotepův zádušní chrám Memnoneum, tzv. Dům milionů let, nazývaný Egypťany „přijetí Amona a místo jeho dokonalosti“, byl během vlády následujících panovníků zcela zničen a kameny byly použity na jiné stavby. Nelze dokonce ani s jistotou stanovit půdorys této stavby, nicméně vědci z Napoleonovy expedice odhadovali, že byla dlouhá asi 600 metrů. Dnes z ní zůstaly jen dva kolosy a obrovská pískovcová stéla, na níž je zobrazen král, jak zasvěcuje chrám Amonovi. Podle zachovaného popisu byly podlahy sálů pokryty stříbrem a elektronem (přírodní slitina stříbra a zlata) a na vykládání reliéfů byly použity drahé kameny.
Na sochách se postupně výrazně podepsal čas. Jižní socha, „král králů“, která byla kdysi uctívána, se dochovala lépe a má vcelku jednotný vzhled. Na severní soše jsou patrné neodborné snahy o restaurování. Část těla nad pasem se skládá z několika stupňů zhotovených z materiálu zcela odlišného od toho, který byl použit na horní část.
Roku 27 př. n. l. byl severní kolos silně poškozen zemětřesením. Podle řeckého zeměpisce Strabóna, který navštívil Egypt krátce po události, se zhroutila celá horní část až k pasu. Trhliny v soše vedly ke vzniku zajímavého jevu, způsobovaného teplotními rozdíly. Když se po vlhké noci začal kámen s prvními slunečními paprsky postupně zahřívat, začala socha vydávat tón, který řecký cestovatel a zeměpisec Pausaniás přirovnal k drnkání na citeru. Ze starověkého světa se ke kolosům valily zástupy cestovatelů a jev označovaly za zázrak. Pravděpodobně v ptolemaiovské době začali Řekové považovat severní z obou kolosů za podobu Memnona, velitele etiopského vojska. Memnon, syn Tithóna a Eósy (řecké jméno bohyně Aurory), byl hrdinou trojské války. Podle Íliady byl zabit Achillem, když přišel na pomoc svému strýci Priamovi. Zvuk vznikající za východu slunce byl proto považován za hudební pozdrav zesnulého matce. Kolosy pak dle tohoto nesprávného přisouzení vešly ve známost jako „Memnonovy kolosy“a jejich návštěva se stala módní záležitostí.
Návštěvníci vyrývali do kamene nápisy, předchůdce dnešních graffiti. Ten nejstarší pochází z roku 20 n. l. V listopadu 130 n. l. popsala nohy kolosů svými verši řecká básnířka Julia Balbilla, která zde doprovázela na návštěvě císaře Hadriana, nejvzdělanějšího císaře, a jeho ženu Sabinu. Roku 170 pak Septimius Severus, který údajně na Hadrianovu slávu žárlil, nechal sochu opravit a po opravě se zvuky již neozývaly.